# Baía de Guaratuba

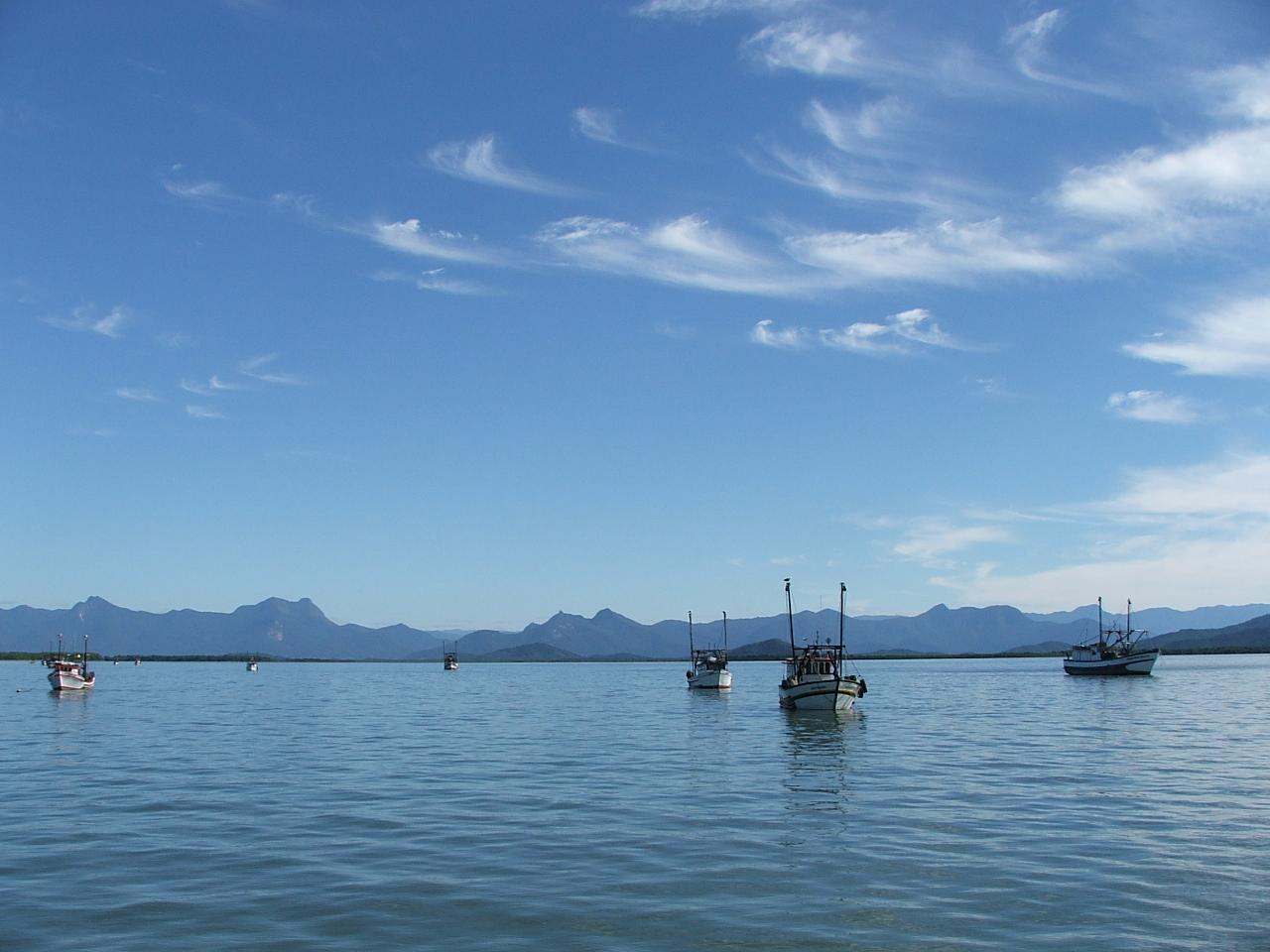
Vista da baía de Guaratuba

A baía de Guaratuba está situada no litoral sul do Estado brasileiro do Paraná. É a segunda maior do estado depois da baía de Paranaguá.
Existem várias ilhas na baía, entre as quais pode-se citar a ilha do Capim e a ilha da Sepultura.
É através desta baía que se acessa o Balneário de Guaratuba. através de uma balsa (ferry-boat) que transporta veículos e passageiros.